# Sinocyclocheilus macrocephalus
Sinocyclocheilus macrocephalus är en fiskart som beskrevs av Li, 1985. Sinocyclocheilus macrocephalus ingår i släktet Sinocyclocheilus och familjen karpfiskar. Inga underarter finns listade i Catalogue of Life.